# Здание школы домоводства и кулинарии (Ростов-на-Дону)
Здание школы домоводства и кулинарии расположено в Ростове-на-Дону на углу переулка Семашко и Думского проезда. Построено в 1901 году по проекту ростовского архитектора Г. Н. Васильева. Здание имеет статус объекта культурного наследия регионального значения.

## История

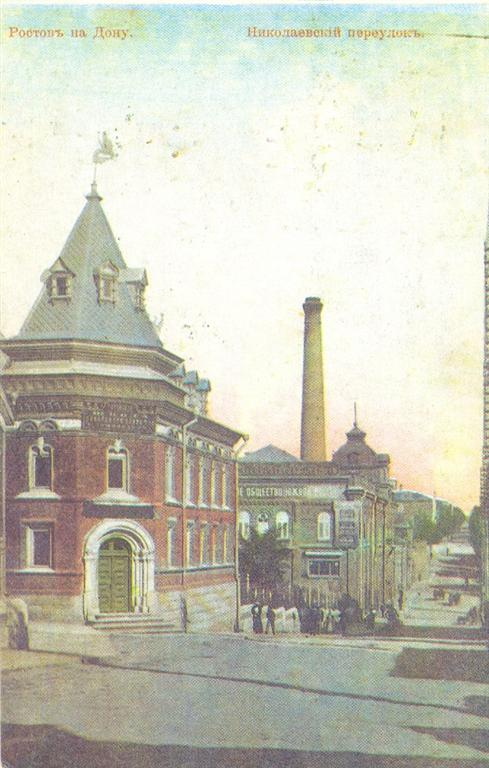
Здание школы в начале XX века

В 1898 году ростовский купец и «спиртоводочный король» Николай Ильич Токарев открыл на свои средства практическую школу поварского искусства и домоводства. Первое время она размещалась на втором этаже здания женского училища Токарева. В 1901 году на средства Токарева по проекту архитектора Григория Николаевича Васильева для школы было построено новое здание в Николаевском переулке (ныне переулок Семашко). Это здание купец передал в дар городу.
После прихода советской власти в здании разместилась столовая. В 1990-х годах здание было приватизировано, и там открылось кафе «Тереза». В 2009 году здание приобрёл холдинг «Ginza Project» и открыл там ресторан-клуб «Парк культуры». Новый собственник поменял оригинальные цвета особняка, выкрасив его в серых тонах.

## Архитектура
Двухэтажное здание с краснокирпичным фасадом построено в духе эклектики, в его оформлении сочетаются элементы различных архитектурных стилей. Металлическая кровля здания — это черта модерна. Оформление оконных проёмов наличниками и замковыми камнями — элемент классики. Майоликовые вставки позаимствованы из древнерусской архитектуры.